# Archie Robertson
Pour les articles homonymes, voir Robertson.
Archie Robertson, né le 15 septembre 1929 à Busby (Écosse), mort le 28 janvier 1978 en (Écosse), était un footballeur écossais, qui évoluait au poste d'Inter à Clyde et en équipe d'Écosse. 
Robertson a marqué deux buts lors de ses cinq sélections avec l'équipe d'Écosse entre 1955 et 1958.

## Carrière
- 1947-1967 : Clyde
- 1961-1963 : Morton

## Palmarès

### En équipe nationale
- 5 sélections et 2 buts avec l'équipe d'Écosse entre 1955 et 1958.

### Avec Clyde
- Vainqueur de la Coupe d'Écosse de football en 1955 et 1958.
- Vainqueur du Championnat d'Écosse de football de deuxième division en 1952, 1957 et 1962.